# Blaesoxipha isla
Blaesoxipha isla är en tvåvingeart som först beskrevs av Charles Howard Curran 1934.  Blaesoxipha isla ingår i släktet Blaesoxipha och familjen köttflugor.
Artens utbredningsområde är Galápagosöarna. Inga underarter finns listade i Catalogue of Life.